# Фарман, Анри
Анри́ Фарма́н (фр. Henri Farman, англ. Henry Farman, 26 мая 1874[…], I округ Парижа — 17 июля 1958, XVI округ Парижа) — французский пионер авиации, спортсмен, авиаконструктор, совместно с братом Морисом основавший авиазаводы Farman.

## Биография
Проживший всю жизнь во Франции Анри Фарман — сын британского журналиста, работавшего в Париже. Получив художественное образование в парижской Школе изящных искусств, Фарман увлёкся техническими новинками своего времени, стал известным во Франции спортсменом, победителем велогонок, а затем — автогонщиком команды Renault, участвовал в гонках на кубок Гордона Беннетта.
В 1907 году Фарман приобрёл самолёт Габриеля Вуазена и установил на нём ряд европейских рекордов, уступавших, однако, показателям братьев Райт. Впервые поднялся в воздух 30 сентября 1907 года. 13 января 1908 года Фарман на машине Вуазена пролетел 1 км по замкнутому маршруту, 21 марта 1908 — преодолел двухкилометровое кольцо; в тот же день он стал первым европейским авиапассажиром на самолёте, которым управлял Леон Делагранж. Фарман самостоятельно усовершенствовал самолёт Вуазена, в том числе, оборудовал его крыло элеронами (октябрь 1908). В октябре 1908 Фарман совершил рекордный для своего времени полёт из Шалона в Реймс (27 километров), после ссоры с Габриелем Вуазеном в 1909 году построил первый свой самолёт Фарман III и, установив на него ротативный двигатель Луи Сегена, дважды устанавливал мировые рекорды дальности и продолжительности полёта (до 180 и 232 километров).

## Авиазавод Farman
Компания, основанная Морисом и Анри Фарманами, за тридцать лет существования создала свыше 200 опытных и серийных моделей самолётов.
Братья длительное время придерживались аэродинамической схемы с толкающим винтом, устаревшей уже к 1914 году, и в результате были лишены возможности получения крупных военных заказов; предподчтение было отдано более совершенным машинам Breguet, Nieuport и SPAD.
До 1915 года лицензионные «Фарманы» были наиболее распространёнными самолётами российской постройки (более 1500 единиц), но большинство из них были списаны уже к 1918 году. 
Среди конструкций Farman наиболее известны
- Farman MF.7 — одномоторный двухместный разведчик, 1913—1915
- Farman MF.11 — одномоторный разведчик, 1914—1917
- Farman F.60 «Голиаф» — двухмоторный тяжёлый (для своего времени) бомбардировщик и транспортный самолёт, 1919—1921
- Farman F.121 — четырёхмоторный транспортный самолёт, 1923
- Farman F.222 — двухмоторный бомбардировщик, 1935—1938

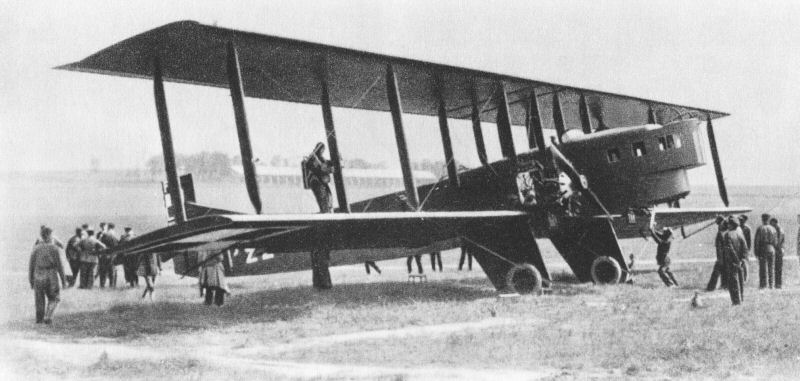
«Голиаф», 1919 — первый тяжёлый бомбардировщик ВВС Франции и первый французский авиалайнер

В 1937 заводы Farman, вместе с большей частью французской авиапромышленности, были национализированы. Анри Фарман более не вернулся в авиацию.

## Награды
- Большая золотая медаль SEP (1908)

## Память

### В кинематографе
- Farman HF.20[англ.] — модель самолета снималась в советском художественном фильме «Новые приключения неуловимых».